# Xenohelea inaequalis
Xenohelea inaequalis är en tvåvingeart som först beskrevs av Jean-Jacques Kieffer 1910.  Xenohelea inaequalis ingår i släktet Xenohelea och familjen svidknott. Inga underarter finns listade i Catalogue of Life.